# Christian Pfann

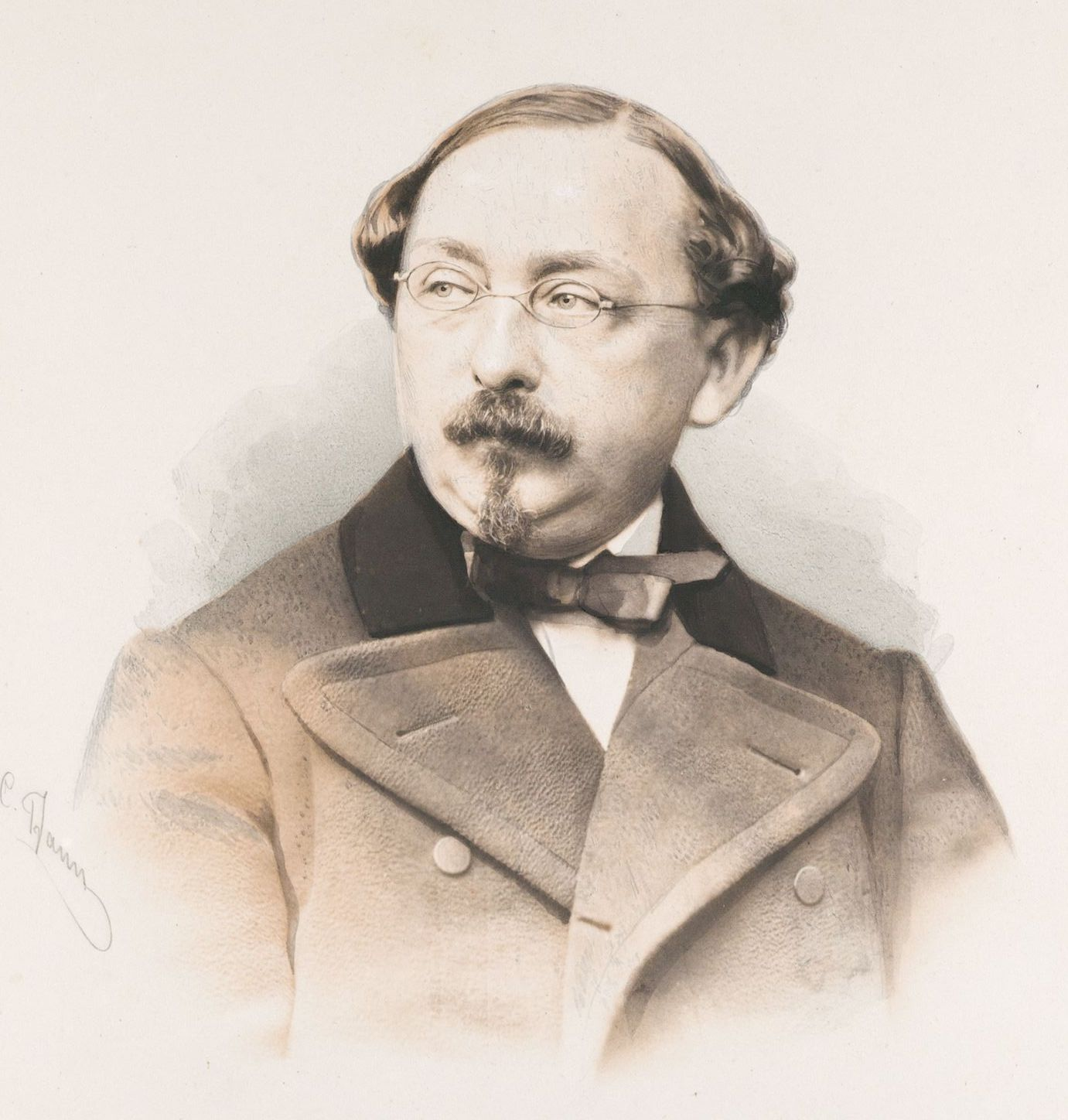
Christian Pfann (Selbstporträt um 1865)

Christian Sigmund Pfann (* 17. Oktober 1824 in Karlsruhe; † 30. November 1885 in Stuttgart) war ein deutscher Lithograph und Fotograf.

## Leben
Christian Pfann war ein Sohn des Kanzleidieners aus Karlsruhe Samuel Pfann. Er kam 1851 nach Stuttgart, wo er sehr schnell ein beliebter Porträtist der Gesellschaft wurde. Durch den Umstand, dass sich der Kronprinz und spätere König Karl I. mit seiner Frau, Prinzessin Olga, von ihm lithographieren ließen, gewann er auch andere Persönlichkeiten des Adels und des gehobenen Bürgertums als Kunden.
Um sich eine bessere gesellschaftliche Stellung zu sichern, bemühte sich Pfann seit Anfang 1854 um die Aufnahme in die Stuttgarter Künstlervereinigung „Bergwerk“, deren Schwerpunkt mehr auf der Geselligkeit lag. Nach Überwindung mancher Schwierigkeiten gelang es ihm am 29. September 1854 unter dem Namen „Storchschnabel“ aufgenommen zu werden. Er blieb Mitglied des „Bergwerks“ fast sein ganzes Leben: bis zum 1. März 1885.
Pfann war in den 1850er Jahren der beliebteste und der meistbeschäftigte Lithograph Stuttgarts. Er porträtierte in allen Kreisen der Bevölkerung. Königin Olga schätzte Pfann so, dass sie eine persönliche Sammlung von rund 200 seiner Porträtlithographien besaß. Trotzdem wollte er sich vor der neuen Technik, der Fotografie, nicht verschließen. Pfann war Mitglied der Stuttgarter Freimaurerloge Wilhelm zur aufgehende Sonne.
1858 tat sich Pfann mit dem Maler Theodor Widmayer zusammen und eröffnete ein gemeinsames Fotoatelier „Pfann & Widmayer“. Auf der „Ausstellung für Gewerbeerzeugnisse“ in Cannstatt (26. September bis 3. Oktober 1858), die zum ersten Mal Bilder Stuttgarter Fotografen präsentierte, stellten gerade die beiden ihre Fotografien aus. Die Zusammenarbeit dauerte jedoch nur knapp ein Jahr; in einer Anzeige vom 5. Januar 1859 verkündeten die beiden eine einvernehmliche Trennung und warben gleichzeitig für ihre neuen Ateliers. Pfanns Atelier befand sich seit der Trennung in der Rotebühlstraße 45.
In den folgenden Jahren war das Atelier Pfanns eine der besten Adressen am Platze, und seine Arbeiten wurden über Stuttgart hinaus bekannt. 1873 wurde ihm der Titel eines „Hofphotographen“ verliehen.
Pfanns fotografische Arbeiten umfassen neben Einzelporträts und Gruppenaufnahmen auch Architekturstudien, hier galt sein Interesse vor allem historischen Bauwerken.
Pfann war beispielsweise auch der Autor der meisten (30 von 50) großformatigen Gruppenfotos, die anlässlich des 50-jährigen Jubiläums des Katharinenstiftes im Auftrag dessen Schülerinnen als Geschenk für die Königin Olga gefertigt wurden.
Nach Pfanns Tod kaufte vermutlich Paul Hoser die Einrichtung seines Ateliers der Witwe ab. Er eröffnete 1888 ein Fotoatelier in der Königstraße 21, das Pfanns Namen führte, was ein Beweis dafür ist, welches Ansehen Pfann hatte. Von 1889 bis 1892 firmierte das Atelier als „Photographisches Atelier Paul Hoser, Pfann’s Nachfahren“. Pfanns Witwe zog 1887 nach Zürich.

## Kritik
Pfanns frühe Arbeiten versuchen die Lithographie an die Bleistiftzeichnung anzugleichen. „Die Porträts, meist Halbfiguren, sind in den unteren Teilen in recht flotten und großzügigen Strichen nur skizzenhaft angedeutet, in den Gesichtszügen aufs Sorgfältigste durchgeführt. Pfann scheint sich hierin Kaspar Kaufmann oder Ludwig Wagner zum Vorbild genommen zu haben, die sich in seiner Heimat Karlsruhe niedergelassen hatten. Seine künstlerische Leistung ist sehr unterschiedlich: Neben den großangelegten Porträts, die noch einiges Gemeinsame mit dem klassischen Zeichenstil haben, stehen fotografisch kleinliche, die in der Zeichnung nicht mal fehlerfrei sind.“ Im Laufe der Zeit verschiebt sich seine Lithographie von der „eigentlichen Zeichentechnik“ in Richtung der „ungeistigen materialistischen Fototreue und Gedankenlosigkeit“, allerdings nicht so auffällig, wie bei anderen Lithographen, die Fotografen wurden.

## Bekannte Werke (Auswahl)

Der württembergische Staatsminister Joseph von Linden (1804–1895) (Lithographie, 1853)
Karl von Schiller (Lithographie, 1854)
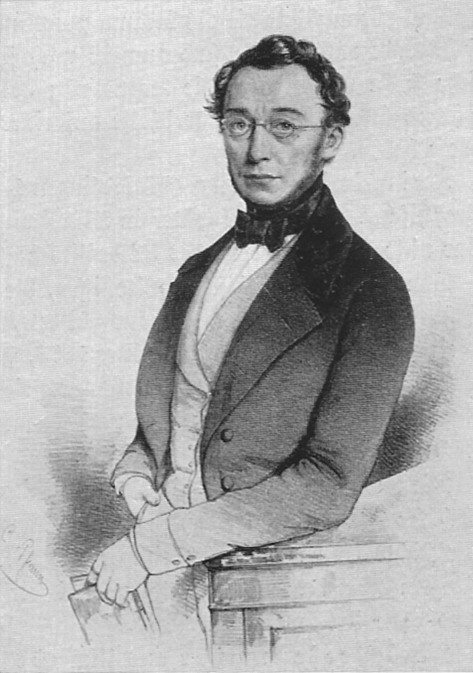
Kanzler Karl Georg von Wächter (Lithographie, 1850er Jahre)
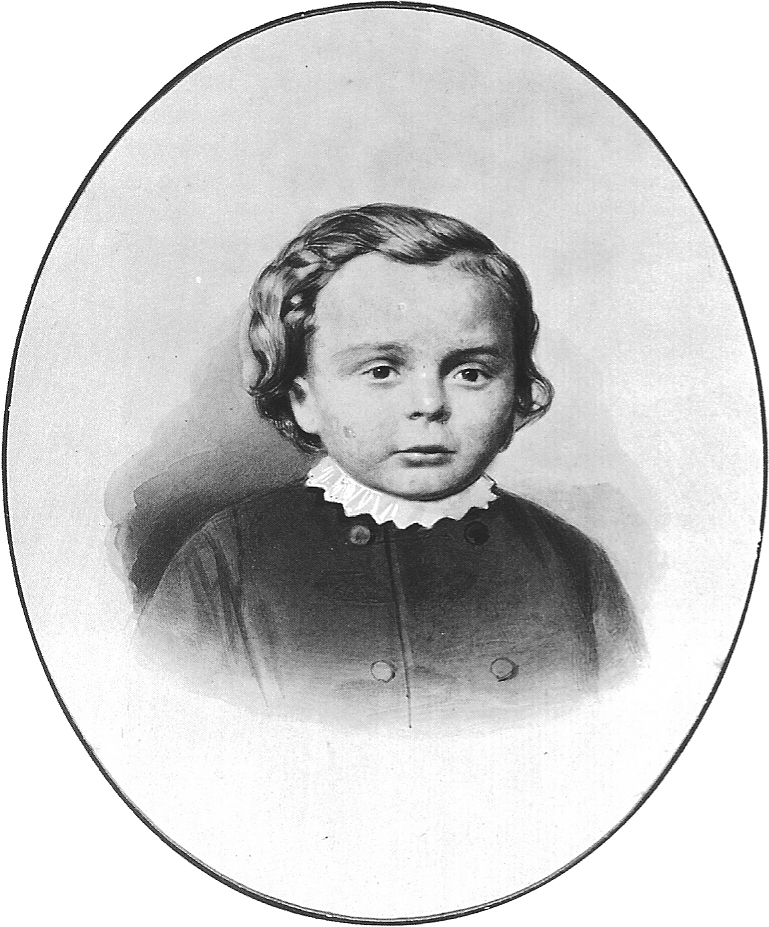
Kinderporträt (Albuminpapier, nach 1873)
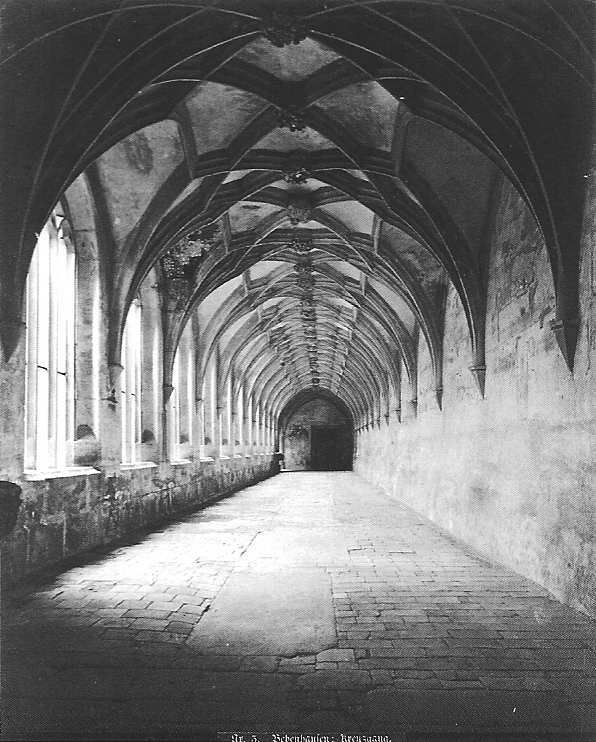
Kreuzgang im Kloster Bebenhausen (Albuminpapier, ca. 1870)

### Lithographie
- Kronprinz Karl mit seiner Frau Olga
- 1850 Gustav Schwab
- 1850er Karl Georg von Wächter [Kanzler] (280 × 205 mm)
- 1852 Freiherr Albert von Hügel
- 1853 Staatsminister Joseph von Linden
- 1854 Friedrich Ludwig Freiherr von Schiller (248 × 199 mm, vollständig 377 × 302 mm; Verein für Familien- und Wappenkunde)
- 1861 Karl Friedrich von Gemmingen-Guttenberg (1779–1871)

### Fotografie
- um 1860 Unbekannte Dame (Salzpapier-Abzug stellenweise übermalt, 137 × 86 mm, mit Rahmen 192 × 141 mm)
- 17. Juli 1862 Pauline und Gottlieb Reyer [Metzger- und Weinweinwirtsehepaar] (Albuminpapier-Abzug unter Passepartout, übermalt, 149 × 114 mm, mit Passepartout 244 × 203 mm)
- um 1865 Pauline und Gottlieb Reyer mit zwei Mädchen (Albuminpapier-Abzug unter Passepartout, übermalt, 200 × 161 mm, mit Passepartout 323 × 268 mm)
- 1868 Schülerinnen des Katharinenstiftes (Albuminpapier-Abzug auf Karton, 183 × 269 mm, mit Karton 415 × 478 mm; Württembergische Landesbibliothek; eine der insgesamt 30 Fotografien)
- um 1870 Kreuzgang im Kloster Bebenhausen (Albuminpapier-Abzug auf Karton, 255 × 201 mm, mit Karton 650 × 448 mm; Württembergische Landesbibliothek)
- nach 1873 Kinderporträt (übermalter Albuminpapier-Abzug unter Passepartout, 241 × 193 mm, mit Passepartout 291 × 256 mm)
- 1878 Gruppenbild des Architektenvereins Stuttgart (197 × 272 mm, auf Trägerblatt 440 × 290 mm); Universitätsbibliothek Stuttgart (Digitalisat)
- 1882 Bergwerksball (Kabinettformat; Württembergische Landesbibliothek)

## Bibliographie
- Joachim W. Siener: Die Photographie und Stuttgart 1839–1900. Von der maskierten Schlittenfahrt zum Hof-Photographen, Edition Cantz: Stuttgart 1989, ISBN 3-89322-150-6
- Werner Fleischhauer: Das Bildnis in Württemberg 1760–1860. Geschichte, Künstler und Kultur, Metzler: Stuttgart 1939